# Villa Guizot
Villa Guizot är en återvändsgata i Quartier des Ternes i Paris sjuttonde arrondissement. Gatan är uppkallad efter den franske statsmannen och historikern François Guizot (1787–1874). Villa Guizot börjar vid Rue des Acacias 21.

## Omgivningar
- Saint-Ferdinand-des-Ternes
- Cité Férembach
- Square Villaret-de-Joyeuse
- Passage Doisy
- Rue du Colonel-Moll

## Bilder
| - François Guizot. - Villa Guizot. - Gatuskylt. - Saint-Ferdinand-des-Ternes. |

## Kommunikationer
- Tunnelbana – linje  – Argentine
- Busshållplats Argentine – Paris bussnät

### Webbkällor
- ”Villa Guizot”. Mairie de Paris. https://web.archive.org/web/20160303170955/http://www.v2asp.paris.fr/commun/v2asp/v2/nomenclature_voies/Voieactu/4359.nom.htm. Läst 8 januari 2024.
- ”Villa Guizot (17ème arrondissement)”. Les rues de Paris. https://web.archive.org/web/20160409090059/http://www.parisrues.com/rues17/paris-17-villa-guizot.html. Läst 8 januari 2024.